# Musée Louis-Français
Le musée Louis-Français est un musée situé à Plombières-les-Bains dans le département des Vosges.

## Localisation
Le musée est installé dans la villa que Louis Français, peintre de l'école de Barbizon, a fait construire en 1875 à Plombières-les-Bains, sa ville natale, par l'architecte Théodore Ballu. 

## Histoire

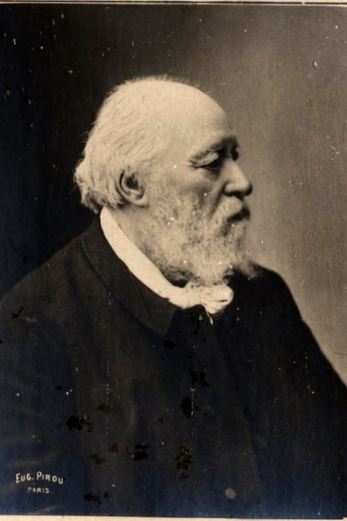
Photographie de François-Louis Français par Eugène Pirou.

Louis Français est né à Plombières le 17 novembre 1814. Il participe à l'Exposition universelle de 1855 avec quatre de ses chefs-d'œuvre, lui apportant une notoriété certaine, désormais reconnu comme étant un paysagiste de premier ordre. Il a été le premier paysagiste à être admis à l'Académie des beaux-arts en 1890. Il est mort à Paris le 28 mai 1897.
La maison et les collections (tableaux, dessins, mobilier) ont été léguées en 1907 à la commune de Plombières-les-Bains par Louis Français. Les collections se sont enrichies de nombreux dons de la part d'habitants de la ville et d'érudits locaux.
Le musée municipal est labellisé « musée de France » depuis le 1er février 2003.
La commune a engagé d’importantes opérations de sauvegarde des collections du musée Louis-Français depuis plusieurs années. Lors d’une précédente convention, elle a été accompagnée financièrement par la direction régionale des affaires culturelles du Grand Est (DRAC) et le conseil départemental des Vosges. Une nouvelle convention pluriannuelle d'objectifs sera signée en 2022 pour les trois prochaines années afin de poursuivre les efforts engagés pour le musée.

## Collections
Les thèmes principaux de ce musée sont les beaux-arts et les sciences de la nature.
Le musée expose les œuvres de Louis Français aux côtés de celles de ses amis, tels Gustave Courbet, Camille Corot, Constant Troyon, Théodore Caruelle d'Aligny, Jean Achard, Adolphe Monticelli, Horace Vernet... Les paysages défilent le long des pièces et plongent le visiteur dans l'univers des premiers peintres pré-impressionnistes.
Le musée regroupe également les témoignages des activités artisanales et économiques de la commune au fil des siècles. Il consacre plusieurs salles à l'histoire de la ville, avec le passé du thermalisme, des broderies, porcelaines, aciers polis et bijoux de Plombières, aquarelles représentant la station thermale au XIXe siècle ou encore les séjours de l'empereur Napoléon III.